# Каменный Мост (Кировоградская область)
Каменный Мост (укр. Кам'яний Міст) — село в Новоукраинской городской общине Новоукраинского района Кировоградской области Украины.
Население по переписи 2001 года составляло 426 человек. Почтовый индекс — 27124. Телефонный код — 5251. Код КОАТУУ — 3524083602.